# Smittipora abyssicola
Smittipora abyssicola är en mossdjursart som först beskrevs av Smitt 1873.  Smittipora abyssicola ingår i släktet Smittipora och familjen Onychocellidae. Inga underarter finns listade i Catalogue of Life.